# Diogenes dorotheae
Diogenes dorotheae is een tienpotigensoort uit de familie van de Diogenidae. De wetenschappelijke naam van de soort is voor het eerst geldig gepubliceerd in 1991 door Morgan & Forest.